# Old Red Rock Place
Old Red Rock Place – obszar niemunicypalny w hrabstwie Mendocino, w Kalifornii (Stany Zjednoczone), na wysokości 548 m.